# Euroliga da FIBA de 1995–96
A Euroliga da FIBA de 1995-96 (em inglês:  FIBA Europe League encurtado para FIBA Euroleague) foi a 39ª edição da competição de clubes profissionais de alto nível para clubes de basquetebol (agora denominada EuroLiga). A fase de Final Four da competição foi realizada na Palais Omnisports de Paris-Bercy em Paris, França. Foi vencida pela equipe grega do Panathinaikos Atenas que derrotou na grande final o FC Barcelona por um resultado de 67-66.

## Formato de competição
- 42 equipes (campeã da copa, campeã nacional e um número variável de outros clubes das principais ligas nacionais) disputaram eliminatórias em casa e fora. A pontuação total de ambos os jogos decidiu o vencedor.
- As dezesseis equipes restantes após as rodadas eliminatórias entraram na Etapa de Temporada Regular, divididas em dois grupos de oito equipes, jogando um round-robin. A posição final foi baseada em vitórias e derrotas individuais. No caso de empate entre duas ou mais equipes após a fase de grupos, os seguintes critérios foram usados para decidir a classificação final: 1) número de vitórias em jogos um-para-um entre as equipes; 2) média de cesta entre as equipes; 3) média geral da cesta dentro do grupo.
- As quatro melhores equipes de cada grupo após a Fase de Grupos da Temporada Regular se classificaram para o Playoff de quartas de final (X pares, melhor de 3 jogos).
- Os quatro vencedores dos Playoffs de quartas de final qualificaram-se para o Estágio Final ( Final Four ), que foi jogado em um local predeterminado.

## Primeira fase
| Equipe 1               | Total   | Equipe 2              | 1.º jogo | 2.º jogo |
| ---------------------- | ------- | --------------------- | -------- | -------- |
| Dinamo Tbilisi         | 139–178 | Žalgiris Kaunas       | 70–78    | 69–100   |
| Stavex Brno            | 175–186 | Fidefinanz Bellinzona | 106–93   | 69–93    |
| Kalev                  | 174–138 | Danone-Honvéd         | 78–57    | 96–81    |
| Dinamo Tirana          | 130–156 | Forest Sibiu          | 63–87    | 67–69    |
| Sankt Pölten           | 131–153 | APOEL                 | 60–67    | 71–86    |
| Čelik                  | 136–142 | Baník Cígeľ Prievidza | 68–71    | 68–71    |
| Sunair Oostende        | 156–125 | Alvik                 | 79–61    | 77–64    |
| Résidence              | 161–184 | Sheffield Sharks      | 79–99    | 82–85    |
| Kouvot                 | 173–185 | Hapoel Galil Elyon    | 92–82    | 81–103   |
| Rabotnički             | 134–147 | Budivelnyk            | 65–64    | 69–83    |
| Mazowzanka             | 147–167 | Zrinjevac             | 79–74    | 68–93    |
| Pleven                 | 178–185 | Partizan              | 83–93    | 95–92    |
| Rene Coltof Den Helder | 139–182 | Pau-Orthez            | 72–94    | 57–88    |

## Segunda fase
| Equipe 1              | Total   | Equipe 2               | 1.º jogo | 2.º jogo |
| --------------------- | ------- | ---------------------- | -------- | -------- |
| Žalgiris Kaunas       | 122–145 | Panathinaikos Atenas   | 56–59    | 66–86    |
| Fidefinanz Bellinzona | 162–223 | CSKA Moscou            | 88–107   | 74–116   |
| Kalev                 | 148–172 | Buckler Bologna        | 65–81    | 83–91    |
| Forest Sibiu          | 139–221 | Maccabi Elite Tel Aviv | 74–99    | 65–122   |
| APOEL                 | 116–139 | Cibona Zagreb          | 70–82    | 46–57    |
| Baník Cígeľ Prievidza | 162–184 | Benetton Treviso       | 87–91    | 75–93    |
| Sunair Oostende       | 149–155 | Ülker                  | 74–69    | 75–86    |
| Sheffield Sharks      | 132–145 | Real Madrid Teka       | 57–67    | 75–78    |
| Hapoel Galil Elyon    | 137–176 | Iraklis Aspis Pronoia  | 83–91    | 54–76    |
| Budivelnyk            | 161–179 | Bayer 04 Leverkusen    | 98–77    | 63–102   |
| Zrinjevac             | 136–165 | Unicaja                | 70–85    | 66–80    |
| Partizan              | 159–176 | Benfica                | 64–64    | 95–112   |
| Pau-Orthez            | 193–146 | Smelt Olimpija         | 96–71    | 97–75    |

Automaticamente classificados para a fase de grupos

- FC Barcelona
- Olympiacos Pireu
- Olympique Antibes

## Temporada regular
|  | As quatro equipes melhor classificadas avançaram para as quartas de finais |

|    | Equipe                | J  | Pts | V  | D  | PF   | PA   |
| -- | --------------------- | -- | --- | -- | -- | ---- | ---- |
| 1. | CSKA Moscou           | 14 | 24  | 10 | 4  | 1162 | 1081 |
| 2. | Benetton Treviso      | 14 | 24  | 10 | 4  | 1157 | 1096 |
| 3. | Olympiacos Pireu      | 14 | 24  | 10 | 4  | 1132 | 1046 |
| 4. | Ülker                 | 14 | 20  | 6  | 8  | 1078 | 1104 |
| 5. | Unicaja               | 14 | 20  | 6  | 8  | 1104 | 1081 |
| 6. | Olympique Antibes     | 14 | 20  | 6  | 8  | 1108 | 1169 |
| 7. | Bayer 04 Leverkusen   | 14 | 19  | 5  | 9  | 1067 | 1112 |
| 8. | Iraklis Aspis Pronoia | 14 | 17  | 3  | 11 | 945  | 1064 |

|    | Equipe                 | J  | Pts | V  | D  | PF   | PA   |
| -- | ---------------------- | -- | --- | -- | -- | ---- | ---- |
| 1. | FC Barcelona           | 14 | 24  | 10 | 4  | 1145 | 1077 |
| 2. | Real Madrid Teka       | 14 | 23  | 9  | 5  | 1108 | 1079 |
| 3. | Panathinaikos Atenas   | 14 | 23  | 9  | 5  | 1035 | 1007 |
| 4. | Pau-Orthez             | 14 | 22  | 8  | 6  | 1127 | 1092 |
| 5. | Buckler Bologna        | 14 | 20  | 6  | 8  | 1181 | 1149 |
| 6. | Maccabi Elite Tel Aviv | 14 | 20  | 6  | 8  | 1105 | 1143 |
| 7. | Cibona Zagreb          | 14 | 20  | 6  | 8  | 1011 | 1052 |
| 8. | Benfica                | 14 | 16  | 2  | 12 | 1046 | 1159 |

## Quartas de finais
| Equipe 1             | Agr. | Equipe 2         | 1º jogo | 2º jogo | 3º jogo |
| -------------------- | ---- | ---------------- | ------- | ------- | ------- |
| Pau-Orthez           | 1–2  | CSKA Moscou      | 78-65   | 89-104  | 74-83   |
| Panathinaikos Atenas | 2–1  | Benneton Treviso | 70-67   | 69-83   | 65-64   |
| Ülker                | 0–2  | FC Barcelona     | 77-105  | 66-96   |         |
| Olympiacos Pireu     | 1–2  | Real Madrid Teka | 68-49   | 77-80   | 65-80   |

## Final Four

### Semifinais
9 de abril, Palais Omnisports de Paris-Bercy em Paris, França
| Equipe 1     | Resultado | Equipe 2             |
| ------------ | --------- | -------------------- |
| CSKA Moscou  | 71–81     | Panathinaikos Atenas |
| FC Barcelona | 76–66     | Real Madrid Teka     |

### Decisão do 3º colocado
11 de abril, Palais Omnisports de Paris-Bercy em Paris, França
| Equipe 1    | Resultado | Equipe 2         |
| ----------- | --------- | ---------------- |
| CSKA Moscou | 74–73     | Real Madrid Teka |

### Final
13 de abril, Palais Omnisports de Paris-Bercy em Paris, França
| Equipe 1             | Resultado | Equipe 2     |
| -------------------- | --------- | ------------ |
| Panathinaikos Atenas | 67–66     | FC Barcelona |

| FIBA Euroliga de 1995–1996 Campeão |
| ---------------------------------- |
| Panathinaikos Atenas 1º Título     |

### Colocação final
|  | Equipe               |
|  | -------------------- |
|  | Panathinaikos Atenas |
|  | FC Barcelona         |
|  | CSKA Moscou          |
|  | Real Madrid Teka     |

## Ligações Externas
- 1995–96 FIBA European League
- 1995–96 FIBA European League
- Eurobasket.com 1995–96 FIBA European League